# Sri Ksetra
Sri Ksetra ili Stari Prome ili Tharay-khit-taya (burmanski: သရေခေတ္တရာ, u značenju „Polje sreće” ili „Polje slave”) je bila jedna od Pyu gradova-država koja je nazvana po istoimenom gradu koji je otkopan oko 8 km jugoistočno od današnjeg grada Prome (Pyay) u Mjanmaru. Arheološki nalazi sugeriraju da je grad osnovan od 5. do 7. stoljeća, a poznato je kako je od 7. do 9. stoljeća bio glavni Pyu grad, preuzevši titulu prijestolnice od grada Halina. 
Sri Ksetra je upisana na UNESCO-ov popis mjesta svjetske baštine u Aziji 2014. godine kao jedan od tri Pyu drevna grada.
Sri Ksetra je bila dom za najmanje tri dinastije od kojih je prva, Vikrama dinastija, pokrenula Pyu kalendar koji je kasnije postao burmanski kalendar. Kalendar je zasnovan na budističkom kalendaru koji za početak uzima uznesenje Bude u Nirvanu (544. pr. Kr.), pa je tako zabilježen osnutak Sri Ksetre 22. ožujka 638. god. Drugu dinastiju osnovao je kralj Duttabaung 25. ožujka 739. god.
Sri Ksetra je bila najveći Pyu grad i bila je veća od Pagana u 11. stoljeću, ili Mandalaya u 19. st. Kružnog tlocrta, Sri Ksetra je imala opseg veći od 13 km i promjer oko 4 km, te površinu od 1477 ha, od čega je oko 70% površine korišteno za poljoprivredu, tj. polja riže. Gradske zidine od opeke su bile visoke oko 4,5 m i imale su 12 portala s divovskim devas (božanstva) skulpturama koja su čuvala ulaze u grad, te zajedno s jarcima oko zidina dizajnirane tako da mogu izdržati dugotrajnu opsadu. Južna polovina grada je bila urbana s palačom, samostanima i kućama, te nekoliko stupa, pagoda (na sva četiri kuta grada) i hramova. Poput Halina i Beikthanoa, imao je zaobljene prolaze, a 1991. god. je u središtu otkrivena kvadratična građevina promjera 518 x 343 m za koju znanstvenici vjeruju kako je kraljevska palača u obliku mandale kao u Maingmawu.
Sri Ksetra je bila važna trgovačka postaja između Indije i Kine, a kako delta rijeke Irrawaddy još nije bila formirana, brodovi su mogli uploviti do grada. Kulturna razmjena je bila bogata i u Sri Ksetri su pronađeni najpotpuniji ostaci teravada budizma koji je nastao na Šri Lanki. Ovdje su pronađeni i najstariji tekstovi na pali pismu, ispisane na 20 zlatnih listova, ali i drugi tekstovi na sanskrtu i pyu pismu. Na nekoliko grobnih urni pronađena su imena vladara Sri Ksetre i to: Hri Vikram (†688.), Vikram Singh (†695.) i Suuriya Vikram (†718.). Kineski hodočasnici,  Xuanzang 648. i Yijing 675. god. spominju Sri Ksetru na svojim putovanjima budističkim kraljevstvima jugoistočne Azije. Povijesni spisi dinastije T'ang navode dolazak na kineski dvor poslanika iz prijestolnice Pyua 801. god.
Sri Ksetra je propala dolaskom Mranma Burmanaca u 9. stoljeću.